# Хамадан, Александр Моисеевич
Александр Моисеевич Хамадан (настоящая фамилия Файнгар; 15 сентября 1908, Дербент, Дагестанская область — 29 мая 1943, Крымская АССР) — советский журналист.

## Биография
Родился в бедной многодетной еврейской семье часовщика. Под влиянием дяди-большевика участвовал в революционной деятельности. Во время гражданской войны вместе с семьей сменил несколько городов. В 1920 году попал в Баку, где начал работать в ЧК (до этого работал рассыльным в Астраханской ЧК). Как несовершеннолетний был отправлен на учебу в школу, где создал группу сверстников, называющих себя хамадановцами в честь города Хамадана, где согласно легенде жили добрые разбойники.
С 1925 года жил в Германии с братом (работником торгпредства), работал на заводе «Макс Лови» и вёл революционную пропаганду среди рабочих. В 1926 году после одного из выступлений на митинге был избит полицией и выслан из страны. Поступил в военно-морское училище, но оставил его в связи с развившимся после избиения дальтонизмом, после чего был направлен на борьбу с басмачами. Находясь в Средней Азии, начал литературную деятельность. Затем возглавил информационное бюро советского консульства в Харбине. В 1932—1937 годах работал заместителем заведующего иностранным отделом газеты «Правда». С 1937 года — заместитель редактора журнала «Новый мир».
После начала Великой Отечественной войны, в июле 1941 года, добровольно пошел на военную службу, но вскоре был уволен по состоянию здоровья. Затем начал работать фронтовым корреспондентом ТАСС; передавал репортажи из партизанских отрядов, Одессы и Ленинграда. Весной 1942 года лечился в Москве от тяжелой болезни. Еще не оправившись от болезни, добился командировки в Севастополь по линии Радиокомитета, собирал материал для книги "Севастопольцы".
В феврале 1942 года позиции 456-го полка в Балаклаве (1-й сектор обороны) посетили корреспондент ТАСС Александр Хамадан и фотокорреспондент Борис Эйберг. Пограничники четвертый месяц защищались в руинах генуэзской крепости. Хамадан и Эйберг провели некоторое время с ее защитниками. Из записной книжки А. Хамадана: «За три месяца по генуэзской башне немцы выпустили 2500 мин и более 1500 снарядов. В башню было 24 попадания — поражений не было». 
Несмотря на возможность покинуть Севастополь, остался в нем до момента его падания и участвовал в последних боях на мысу Херсонес. Попав в плен, скрыл своё имя и назвался Михайловым. Активно участвовал в деятельности подполья. Выданный предателем, по одной версии, принял яд, по другой — был расстрелян на Балаклавском шоссе.

## Избранные сочинения
- Американские силуэты. — М.: Молодая гвардия, 1936. — 166 с.
- Вожди и герои китайского народа. — М.: Соцэкгиз, 1936. — 40 с. (первые в СССР биографии Мао Цзэдуна, Чжу Дэ и Фан Чжиминя)
- Япония на путях к «Большой войне». Военно-фашистский заговор в Токио 26-29 февраля 1936 г. — М. — Л.: Соцэкгиз, 1936. — 46 с.
- Японский шпионаж. — М.: Партиздат, 1937. — 32 с.
- Гнев. — М. — Л.: Детиздат, 1939. — 200 с.
- Бронзовая медаль. — М.: Правда, 1940. — (Библиотека «Огонёк»). — 48 с.
- Севастопольцы. Записки военного корреспондента. — М.: Молодая гвардия, 1942. — 128 с.
- Тебе, родина! Фронтовые очерки. — М.: Советский писатель, 1942. — 51 с.
- Записки корреспондента. — М.: Советский писатель, 1968. — 288 с.